# صناعة المشروبات الكحولية في أوروبا
صناعة المشروبات الكحولية في أوروبا (بالإنجليزية: alcoholic beverage industry in Europe)‏ أوروبا هي مصدر ربع الكحول في العالم وأكثر من نصف إنتاج النبيذ في العالم.  على الرغم من أن غالبية هذه التجارة تتم بين دول الاتحاد الأوروبي، فإن تجارة الكحول تساهم بحوالي 9 مليار يورو في ميزان حساب البضائع للاتحاد الأوروبي ككل. يعد سوق المشروبات الكحولية في أوروبا من أكبر الأسواق في العالم، حيث مثلت أوروبا الغربية قيمة سوقية تقارب 359 مليار يورو في عام 2020، وبلغت قيمة سوق أوروبا الشرقية ما يقرب من 92 مليار يورو في عام 2018.
يعود ما لا يقل عن 1 من كل 6 سائحين من رحلات إلى الخارج بمشروبات كحولية، ويحملون في المتوسط أكثر من 2 لتر من الكحول النقي للشخص الواحد في بلدان أوروبية عدة. تعاني أوروبا أيضًا من مشكلة النقل غير القانوني للكحول، حيث قدرت المجموعة الأوروبية رفيعة المستوى لمكافحة الاحتيال أن 1.5 مليار يورو قد ضاعت بسبب الاحتيال في نقل الكحول في عام 1996.
بلغت رسوم إنتاج الكحول في دول الاتحاد الأوروبي 25 مليار يورو في عام 2001، وهذا الرقم مستثنى منه ضرائب المبيعات والضرائب الأخرى المدفوعة ضمن سلسلة التوريد - على الرغم من إعادة 1.5 مليار يورو إلى سلسلة التوريد من خلال السياسة الزراعية المشتركة.
ترتبط صناعة المشروبات الكحولية أيضًا بعدد من الوظائف، بما في ذلك أكثر من 750,000 وظيفة في إنتاج المشروبات الكحولية (النبيذ بشكل أساسي). وظائف أخرى مرتبطة أيضًا بالكحول في أماكن أخرى من سلسلة التوريد، على سبيل المثال في الحانات أو المتاجر.